# Sieraków (Varsovie-ouest)
Pour les articles homonymes, voir Sieraków.
Sieraków [ɕeˈrakuf] est un village polonais, situé dans la gmina d'Izabelin de la Powiat de Varsovie-ouest dans la voïvodie de Mazovie dans le centre-est de la Pologne.
Il se situe à environ 2 kilomètres au nord d'Izabelin (chef-lieu), 12 kilomètress au nord de Ożarów Mazowiecki et à 14 kilomètres au nord-ouest de Varsovie.
Le village a une population de 389 habitants en 2000.